# Helene Bader
Helene Bader (* 27. Dezember 1889 in Brünn, Österreich-Ungarn; † vermutlich zwischen 1942 und 1945 in Riga) war eine Erzieherin und Individualpsychologin, welche in der Zwischenkriegszeit in Wien mit Alfred Adler zusammengearbeitet hat.

## Leben
Bader war in der Zwischenkriegszeit als Erzieherin und Individualpsychologin im Verein für Individualpsychologie in Wien tätig. Sie hielt im Rahmen dieser Tätigkeit Vorträge und publizierte gemeinsam mit Kollegen und Kolleginnen wissenschaftliche Artikel zum Thema Erziehung und Kinderpsychologie.  Nach der Machtübernahme durch die Nationalsozialisten 1938 in Österreich verlieren sich ihre Spuren. Sie wurde am 26. Jänner 1942 im Transport 15 vom Wiener Aspangbahnhof nach Riga deportiert. Ihr genauer Todestag ist unbekannt, 1952 wurde sie für tot erklärt.

## Wirken
Zu Baders Ausbildung ist wenig bekannt, dennoch weiß man, dass sie sowohl als Pädagogin als auch als Individualpsychologin zusammen mit Adler arbeitete. Sie engagierte sich als Erziehungsberaterin und organisierte ein Programm für Freizeitgestaltung für Schulkindern in der individualpsychologischen Tradition nach Alfred Adler. Sie hielt zudem Vorträge im Wiener Verein für Individualpsychologie, in welchem sie auch tätig war, und publizierte gemeinsam mit Kollegen und Kolleginnen in der internationalen Zeitschrift für Individualpsychologie (IZI).
In Wien wurden in den zwanziger und dreißiger Jahren Erziehungsberatungsstellen eingerichtet und auch Erweiterungen des Erziehungsberatungsangebots im Verein für Individualpsychologie in der Tradition von Adler eingeführt, an welchen Bader mitwirkte. So wurde auch die Beschäftigungsstelle für die Nachmittagsbetreuung von Schulkindern eingerichtet, in welcher sowohl Englischunterricht, Nachhilfe, wie auch Sport und erkunden der Natur durch Wanderungen und Spaziergänge zum Programm gehörten. Helene Bader gehörte zusammen mit Alexandra Adler, Paul Brodsky, Rudolf Dreikurs, Lola Dubsky, Alice Friedmann, Stefanie Horowitz, Arthur und Martha Holub, Olga Knopf, Hilde Krampflitschek, Sofie Lazarsfeld, Ida Löwy, Alexander Müller, Alexander Neuer, Karl Nowotny, Elly Rothwein, Regine Seidler, Lydia Sicher, Erwin Wexberg, Ilka Wilheim und Arthur Zanker zu den beratenden Personen der Adlerschen Erziehungsberatungsstellen in Wien bis zur Auflösung im Jahre 1934 durch die Dollfuß-Regierung. Die Beratungsstellen nahmen in Adlers Tradition eine große Rolle in der Erforschung und Weiterentwicklung von neuen individualpsychologischen Vorgehensweisen und Methoden ein. Daher wurden diese auch als Ausbildungsstätte für Berater und Beraterinnen genutzt, als auch dafür, die Gruppenheilpädagogik zu untersuchen. Die dort beschäftigten baten ihre Dienste zudem unentgeltlich an.
Helene Bader organisierte weiters gemeinsam mit Elly Rothwein, Alice Friedmann und Stefanie Horowitz in den dreißiger Jahren ein individualpsychologisches Kinderferienlager, welches in Teilen Österreichs und Italien abgehalten wurden. Darüber hinaus war Bader auch Teil der „Wiener pädagogischen Arbeitsgemeinschaft“, sowie später der „Arbeitsgemeinschaft der Berater und Erzieher“. In diesen Einrichtungen wurden Vorträge und Diskussionen über pädagogisches Verfahren auf individualpsychologischer Grundlage mit dem Ziel der Weiter- und Fortbildung gehalten. 1929 wurde unter der Leitung von Alfred Adler und anschließend in seiner Abwesenheit unter der Leitung von Lydia Sicher eine individualpsychologische Sprechstunde für Erwachsene, welche an Unruhe Zuständen leiden, im Mariahilfer Ambulatorium im 6. Bezirk (in der Sandwirtgasse 3), eingerichtet. Aufgrund des hohen Andrangs nicht von Erwachsenen, sondern von Kindern- und Jugendlichen, eröffnete Lydia Sicher eine eigene Kinderambulanz deren Leitung Helene Bader anvertraut wurde. In Zusammenarbeit und unter Supervision durch Lydia Sicher beriet Helene Bader von dort an, dreimal die Woche, Mütter und Kinder unter 14 Jahren. Helene Bader spezialisierte sich im Laufe ihrer Karriere auf die Kindererziehung, Kinderpsychologie und Entwicklung. Gemeinsam mit Hilde Kampflitschek hielt sie im Herbst 1932 auch ein Seminar über die Entwicklungspsychologie in der individualpsychologische Tradition in einer Ausbildungseinrichtung für Individualpsychologen und Individualpsychologinnen. Sie beschäftigte sich zum Beispiel auch mit der Analyse von Spielverhalten, mit Fallbeispielen aus ihrer Beratungstätigkeit und der Zusammenarbeit mit den Eltern. Dieses Wissen verschriftlichte sie sowohl alleine, als auch gemeinsam mit Kollegen und Kolleginnen in Aufsätzen, welche meist in der Kategorie „Heilpädagogik“ in der Internationalen Zeitschrift für Individualpsychologie (IZI) publiziert wurden, sowie sie dieses, wie bereits beschrieben, in Vorträgen in verschiedenen Institutionen weitergab. Darüber hinaus betrieb sie ein Kinderheim im 8. Wiener Gemeindebezirk am Piaristenplatz. Bader war teils ehrenamtlich, teils beruflich in genannten Feldern tätig.
Nach der Machtübernahme durch die Nationalsozialisten 1938 in Österreich verlieren sich ihre Spuren. Sie wurde am 26. Jänner 1942 nach Riga deportiert, wo sie auch dem Holocaust zum Opfer fiel. 1952 wurde sie offiziell für tot erklärt.